# Семьянский сельсовет
Семьянский сельсове́т — административно-территориальное образование и упразднённое муниципальное образование (сельское поселение 2006—2019 гг.) в Воротынском районе Нижегородской области России.
Административный центр — село Семьяны.

## Географическое положение
Семьянский сельсовет сельсовет находится к западу от Воротынца возле автотрассы «Волга». В состав сельсовета, помимо Семьян, входит 11 населённых пунктов. Сельсовет на западе граничит с Огнёв-Майданским сельсоветом, на юге со Спасским районом, на востоке с Белавским сельсоветом, на севере с Отарским сельсоветом. По территории сельсовета протекает река Урга, впадающая в Суру.

## Население
| 2002  | 2010  | 2012  | 2013  | 2014  | 2015  | 2016  |
| ----- | ----- | ----- | ----- | ----- | ----- | ----- |
| 1806  | ↘1458 | ↗1463 | ↗1491 | ↗1530 | ↘1510 | ↘1493 |
| 2017  | 2018  | 2019  |       |       |       |       |
| ↘1458 | ↘1428 | ↘1412 |       |       |       |       |

## Состав
В состав сельсовета входят 9 населённых пунктов:
| №  | Населённый пункт | Тип населённого пункта | Население |
| -- | ---------------- | ---------------------- | --------- |
| 1  | Агрофенино       | деревня                | ↘0        |
| 2  | Александровка    | деревня                | ↘98       |
| 3  | Ивановка         | село                   | ↘78       |
| 4  | Кекино           | село                   | ↘207      |
| 5  | Ледырь           | деревня                | ↘48       |
| 6  | Нефедиха         | посёлок                | ↘7        |
| 7  | Никольское       | деревня                | ↘37       |
| 8  | Новинки          | посёлок                | ↘4        |
| 9  | Семьяны          | село                   | ↘803      |
| 10 | Староникольское  | деревня                | ↘13       |
| 11 | Тришкино         | деревня                | ↘100      |
| 12 | Шокино           | село                   | ↘63       |